# John Harper
John Harper (29 de maio de 1872 – 15 de Abril de 1912) foi um pastor batista escocês que morreu entre as vítimas do naufrágio do Titanic, após o navio ter colidido com um iceberg.